# Kideksja
Kideksja (Russisch: Кидекша) is een dorp (selo) in de selskoje poselenieje Seletskoje in het district Soezdalski van de Russische oblast Vladimir. Het dorp ligt aan de samenvloeiing van de rivieren Kamenka en Nerl, op 4 kilometer ten oosten van Soezdal.

## Geschiedenis
De naam 'Kideksja' is van Fins-Oegrische oorsprong (West-Marische dialect Merja) en betekent iets als "stenige baai" of "stenig riviertje". Waarschijnlijk werd de benedenloop van de rivier de Kamenka voor de komst van de Slaven 'Kideksjej' genoemd. De uitgang '-ksja' is ook van Merjaanse oorsprong en is typisch voor de namen van kleine riviertjes in dit gebied, zoals de Koloksja, Moksja en de Iksja.
Kideksja bestond reeds lang als versterkte nederzetting toen Joeri Dolgoroeki hier in 1152 de beroemde Kerk van Boris en Gleb liet bouwen als hofkerk. Volgens een legende bevond zich hier eens een 'stanovisjtsje' (tijdelijke overnachtingsplaats) van de (in de Russische-orthodoxie) heilige vorsten Boris en Gleb, hetgeen vooral terug te leiden is tot het (overigens onbetrouwbare) Boek van de Generaties (Stepennaja kniga), dat ingaat op het martelaarschap van beide mannen. Deze legende werd gebruikt als aanleiding voor de heiliging van de hoofdkathedraal van de knjaz ter ere van de eerste Russische heiligen. Kideksja vormde in de tijd van Joeri Dolgoroeki een aparte versterkte knjazenstad. De knjaz wilde er zijn autocratisch bestuur vestigen en liet om die reden zijn hof apart bouwen, afgezonderd van de plaats waar de hooggeboren bojaren woonden. Het fort van Kideksja bevond zich strategisch aan de instroom van de Kamenka in de Nerl en kon zo de rivierwegen naar Soezdal controleren. Dit vormde hiermee een strategische voorpost van het vorstendom, aangezien juist over de Nerl de handel tussen Soezdal en andere plaatsen plaatsvond en in de jaren van de oostelijke overheersing vervoerden de bewoners over de Nerl graan naar de gebieden van Wolga-Bulgarije. 
Eind 12e, begin 13e eeuw vormde Kideksja een reeds een behoorlijke stad: Ten noordwesten van de Kerk van Boris en Gleb zijn overblijfselen van bolwerken gevonden, die (uitgaande van een aantal factoren) zouden kunnen wijzen op een noord-zuidlengte van de muren van ten minste 400 meter. Bij een breedte van 150 tot 300 meter zouden de muren dan ten minste 1 kilometer lang geweest zijn; even lang als die van Dmitrov en iets kleiner dan die van Soezdal (1,4 kilometer). 
In 1238 werd Kideksja grotendeels verwoest door de Mongolen tijdens de Mongoolse invasie van Rus. Niet lang daarna verloor Kideksja haar status als stad. In de 14e eeuw werd er een klooster gesticht.

## Bezienswaardigheden
In Kideksja bevinden zich een aantal gebouwen uit de 12e tot 17e eeuw waaronder het eerste witte steengebouw van noordoostelijk Rusland; de Kerk van Boris en Gleb uit 1152, die samen met de Kerk van de Gedaanteverandering van Jezus uit Pereslavl-Zalesski het vroegste voorbeeld vormt van Vladimir-Soezdalse architectuur. Deze kerk werd zwaar beschadigd tijdens de inval van de Mongolen. In 1239 werd het nog eenmaal gebruikt, maar vervolgens aan het verval prijsgegeven. Pas in de 16e, 17e eeuw werd de kerk weer hersteld en in de 18e eeuw werd ze sterk aangepast, zodat ze behoorlijk veranderde. De fresco's uit de kerk dateren echter wel uit de 12e eeuw. Later verrezen hieromheen meer monumentale gebouwen in de stijl van de Soezdalse architectuur: De Heilige Poorten (eind 17e, begin 18e eeuw) en de 'warme' Kerk van de Heilige Stefanus (1780), een klokkentoren met tentdak (18e eeuw). Hiernaast bevinden zich er overblijfselen van oude verdedigingswerken.
Kideksja is onderdeel van de Gouden Ring van Rusland en de Kerk van Boris en Gleb vormt sinds 1992 onderdeel van een van Ruslands werelderfgoederen, samen met de Witte monumenten van Vladimir en Soezdal.